# Nivollet-Montgriffon
Nivollet-Montgriffon és un municipi francès situat al departament de l'Ain i a la regió d'Alvèrnia-Roine-Alps. L'any 2007 tenia 133 habitants.

## Demografia

### Població
El 2007 la població de fet de Nivollet-Montgriffon era de 133 persones. Hi havia 61 famílies de les quals 19 eren unipersonals (11 homes vivint sols i 8 dones vivint soles), 27 parelles sense fills i 15 parelles amb fills.
La població ha evolucionat segons el següent gràfic:
Habitants censats

### Habitatges
El 2007 hi havia 98 habitatges, 61 eren l'habitatge principal de la família, 29 eren segones residències i 8 estaven desocupats. 88 eren cases i 11 eren apartaments. Dels 61 habitatges principals, 43 estaven ocupats pels seus propietaris i 18 estaven llogats i ocupats pels llogaters; 2 tenien una cambra, 6 en tenien dues, 10 en tenien tres, 22 en tenien quatre i 22 en tenien cinc o més. 42 habitatges disposaven pel capbaix d'una plaça de pàrquing. A 30 habitatges hi havia un automòbil i a 29 n'hi havia dos o més.

### Piràmide de població
La piràmide de població per edats i sexe el 2009 era:
| Homes | Edats   | Dones |
| ----- | ------- | ----- |
| 0     | 95 o +  | 0     |
| 0     | 90 a 94 | 0     |
| 0     | 85 a 89 | 4     |
| 0     | 80 a 84 | 0     |
| 4     | 75 a 79 | 4     |
| 4     | 70 a 74 | 4     |
| 0     | 65 a 69 | 0     |
| 4     | 60 a 64 | 8     |
| 4     | 55 a 59 | 0     |
| 0     | 50 a 54 | 4     |
| 0     | 45 a 49 | 4     |
| 4     | 40 a 44 | 4     |
| 4     | 35 a 39 | 0     |
| 4     | 30 a 34 | 8     |
| 0     | 25 a 29 | 0     |
| 0     | 20 a 24 | 0     |
| 4     | 15 a 19 | 0     |
| 8     | 10 a 14 | 0     |
| 0     | 5 a 9   | 0     |
| 4     | 0 a 4   | 0     |

## Economia
El 2007 la població en edat de treballar era de 87 persones, 63 eren actives i 24 eren inactives. De les 63 persones actives 58 estaven ocupades (34 homes i 24 dones) i 5 estaven aturades (1 home i 4 dones). De les 24 persones inactives 13 estaven jubilades, 1 estava estudiant i 10 estaven classificades com a «altres inactius».

### Ingressos
El 2009 a Nivollet-Montgriffon hi havia 58 unitats fiscals que integraven 117 persones, la mediana anual d'ingressos fiscals per persona era de 17.487 €.

### Activitats econòmiques
Dels 3  establiments que hi havia el 2007, 2 eren d'empreses de construcció i 1 d'una empresa de serveis.
L'únic servei als particulars que hi havia el 2009 era un guixaire pintor.
L'any 2000 a Nivollet-Montgriffon hi havia 4 explotacions agrícoles que ocupaven un total de 436 hectàrees.

## Poblacions més properes
El següent diagrama mostra les poblacions més properes.